# Kiepanjaure
Kiepanjaure, Noord-Samisch: Giehpanjávri, is een meer in het noorden van Zweden. Het meer ligt in de gemeente Kiruna op ongeveer 625 meter hoogte boven zeeniveau iets meer dan een kilometer van de grens met Noorwegen. Het water in het meer stroomt naar de Tavvarivier en verder naar de Lainiorivier.
meer Kiepanjaure → Tavvarivier → Lainiorivier → Torne → Botnische Golf